# NGC 4445
NGC 4445 é uma galáxia espiral (Sab) localizada na direcção da constelação de Virgo. Possui uma declinação de +09° 26' 12" e uma ascensão recta de 12 horas, 28 minutos e 16,1 segundos.
A galáxia NGC 4445 foi descoberta em 24 de Abril de 1865 por Heinrich Louis d'Arrest.